# Lloyd Longfield
Loyd Longfield, né le 8 octobre 1956 à Winnipeg, est un ingénieur et homme politique canadien.
Il est député à la Chambre des communes du Canada de la circonscription de Guelph de 2015 à 2025 sous la bannière du parti libéral.

## Biographie
Longfield fut président de la chambre de commerce de Guelph. En 2015, le député sortant de la ville, Frank Valeriote, annonce qu'il ne sera pas candidat à sa réélection. Longfield est alors désigné candidat pour le parti libéral. Le soir de l'élection, il s'impose face à la conservatrice Gloria Kovach et permet aux libéraux de garder le contrôle sur le comté qu'ils contrôlent depuis 1993. Il est réélu en 2019. En 2021, il subit une opération cardiaque pour installer un stent. Il est de nouveau candidat pour les élections de 2021.